# Hyperolius marginatus
Hyperolius marginatus är en groddjursart som beskrevs av Peters 1854. Hyperolius marginatus ingår i släktet Hyperolius och familjen gräsgrodor. IUCN kategoriserar arten globalt som livskraftig. Inga underarter finns listade i Catalogue of Life.